# Delticom

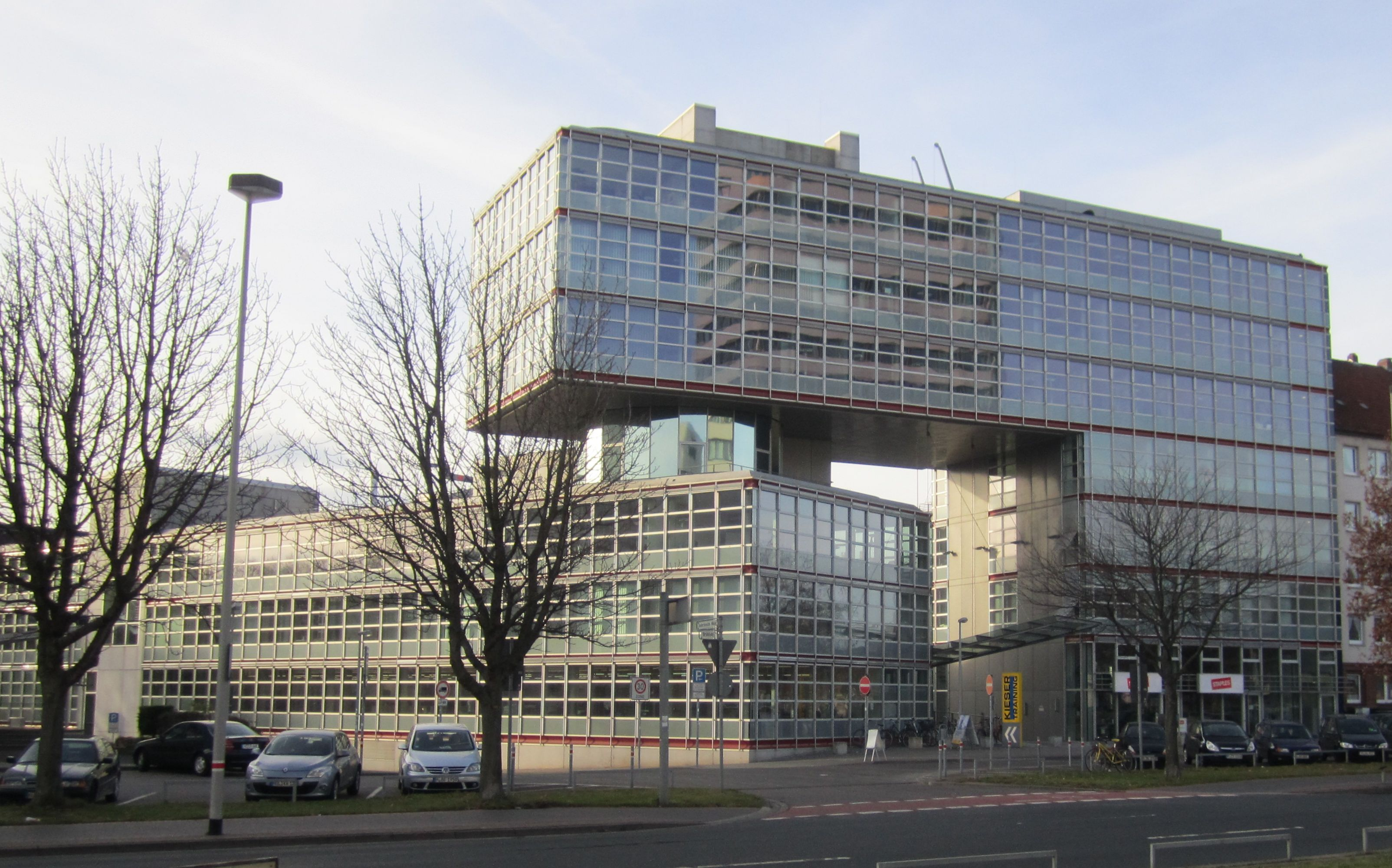
Företagssäte i Hannover

Delticom AG med säte i Hannover är en börsnoterad online-däckhandlare. Företaget erbjuder privat- och affärskunder ett branschtypiskt sortiment av personbils- och motorcykeldäck samt passande tillbehör i 140 online-shoppar i 42 länder. Med en årsomsättning på mer än 500 miljoner EUR är Delticom den största online-däckhandlaren i Europa.

## Historia
1999 grundade Rainer Binder och Andreas Prüfer, två tidigare chefer hos Continental AG, Delticom i Hannover.
År 2000 startade Delticom AG sin första online-shop för slutkunder med ReifenDirekt.de och i juni samma år presenterades Autoreifenonline.de där man vände sig till handlare. I augusti 2001 grundade Delticom det första dotterbolaget, "Delticom Ltd", i Storbritannien och öppnade den första online-däckshoppen utanför tyskspråkigt område. I mars 2002 expanderade Delticom och kom till Sverige där man öppnade sin online-däckshop dackonline.se.
I april 2002 nominerades Delticom till Deutschen Gründerpreis (tyska grundarpriset) – företaget var bland de tre bästa i kategorin “Nykomlingar”. Från 2003 utökade Delticom det tidigare däckutbudet med motoroljor, motorcykelbatterier, lasthållarsystem för tak och bakluckor samt reservdelar till personbilar. I november vann Delticom Deutschen Internetpreis 2003 (tyska Internetpriset) och erhöll ett penningpris för konceptet med Internet-däckhandeln. I december erhöll Delticom sedan utmärkelsen World Summit Award 2003.
I september 2004 fick Delticom AG nya investerare: Nord Holding och RBK (båda Hannover) som är med och stöder fortsatta internationella expanderingsplaner. I oktober 2004 vann Delticom återigen ett pris och kom på tredje plats i Deloitte Technology Fast50 tävlingen 2004. Företaget förärades en utmärkelse för att vara bland de snabbast växande, ej börsnoterade teknologiföretagen i Tyskland.
Sedan 26 oktober 2006 är Delticom noterat på den tyska börsen i Frankfurt i Prime Standard (WKN 514680, ISIN DE0005146807, börssymbol DEX). Delticom Shares har varit en del av SDAX sedan 19 december 2008 fram till 22 juni 2015. Aktien är också noterad i nedersachsiska aktieindexet Nisax20.

I september 2013 köpte Delticom konkurrenten Tirendo för ca 50 miljoner euro.

## Dotterbolag

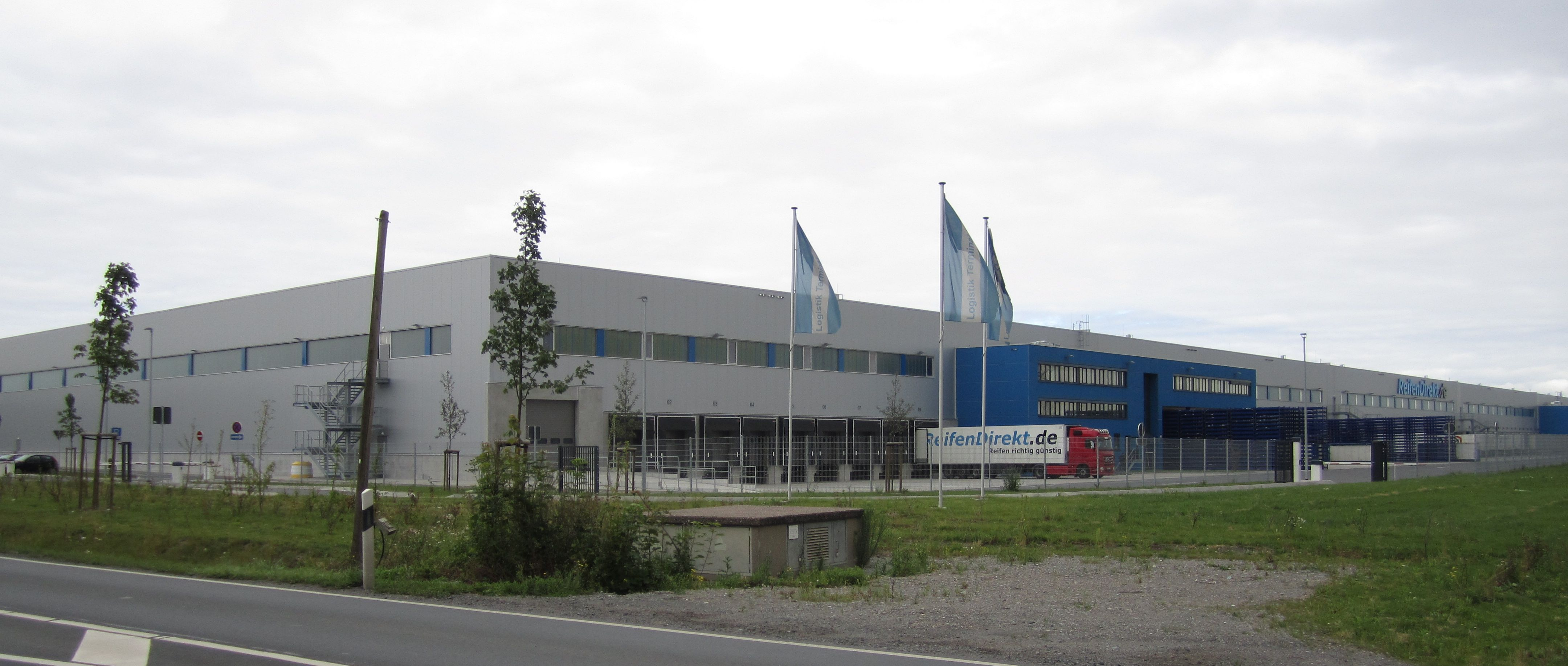
Reifendirekts lager i Höver vid Hannover

Följande dotterbolag hör till Delticom AG:
- Delticom North America Inc., Benicia (Kalifornien, USA)
- Delticom OE S.R.L., Timisoara (Rumänien)
- Delticom Tyres Ltd., Oxford (Storbritannien)
- Deltiparts GmbH, Hannover (Tyskland)
- Giga GmbH, Hamburg (Tyskland)
- Pnebo Gesellschaft für Reifengroßhandel und Logistik mbH, Hannover (Tyskland)
- Reife tausend1 GmbH, Hannover (Tyskland)
- Tirendo Deutschland GmbH, Berlin (Tyskland)
- Tirendo Holding GmbH, Berlin (Tyskland)
- TyresNET GmbH, München (Tyskland)
- Tyrepac Pte. Ltd., Singapore
- Wholesale Tire and Automotive Inc., Benicia (Kalifornien, USA)

## Engagemang
Delticom engagerar sig bland annat i att hjälpa unga förmågor och 2006 stiftade man specialpriset i tävlingen Gründerwettbewerb ECommerce – mit Multimedia erfolgreich starten (tävling för grundare, “e-commerce - starta framgångsrikt med multimedia") hos Bundesministeriums für Wirtschaft und Technologie (närings- och teknologidepartementet).